# Cédric Heitz
Cédric Heitz (Mulhouse, 6 dicembre 1973) è un allenatore di pallacanestro francese.